# Clathraria rubrinodis
Clathraria rubrinodis är en korallart som beskrevs av Gray 1859. Clathraria rubrinodis ingår i släktet Clathraria och familjen Melithaeidae. Inga underarter finns listade i Catalogue of Life.

## Bildgalleri

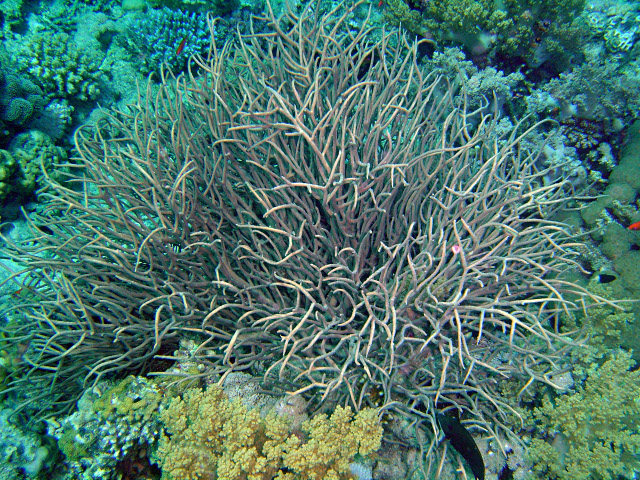